# گراب (کوهرنگ)
گراب روستایی در شهرستان کوهرنگ، بخش بازفت، استان چهارمحال و بختیاری است.